# دوغلاس دايتون
دوغلاس دايتون (بالإنجليزية: Douglas Dayton)‏ هو شخصية أعمال أمريكي، ولد في 2 ديسمبر 1924، وتوفي في 5 يوليو 2013.